# Dufourea quadridentata
Dufourea quadridentata là một loài Hymenoptera trong họ Halictidae. Loài này được Warncke mô tả khoa học năm 1979.